# Rohrkatze
Die Rohrkatze (Felis chaus) wird auch als Sumpfluchs bezeichnet und ist eine relativ langbeinige und kurzschwänzige Katze, die in asiatischen Feuchtgebieten zu Hause ist.
Im Jahre 2008 hat die IUCN Rohrkatzen zwar als Gering Gefährdet eingestuft, in einigen Ländern ist der Populationstrend jedoch besorgniserregend rückläufig.

## Merkmale

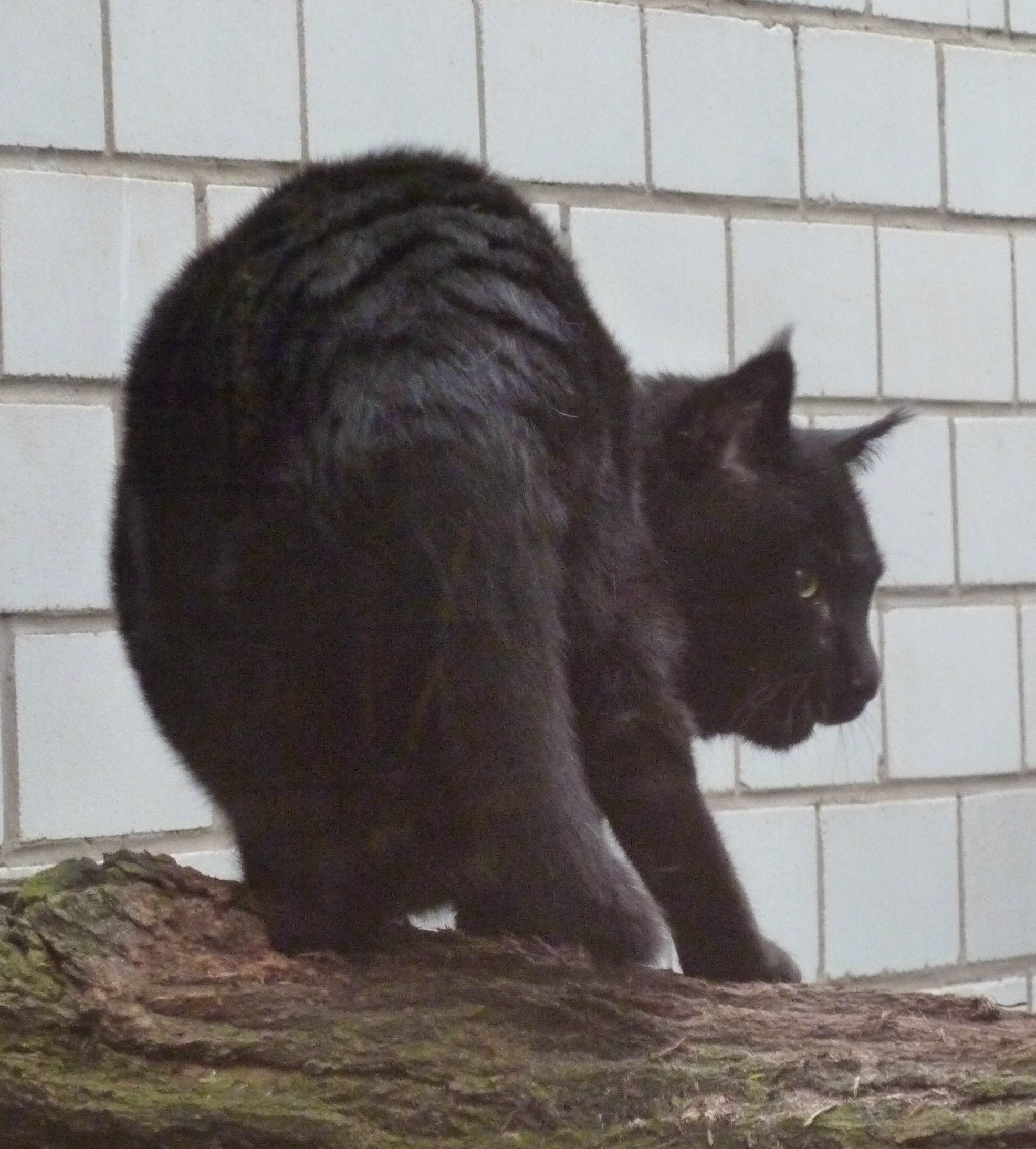
Melanistische Rohrkatze

Rohrkatzen haben ein beigefarbenes Fell ohne deutliche Zeichen oder Markierungen. Nur der etwa 30 cm lange Schwanz ist schwarz geringelt. Die Kopf-Rumpf-Länge beträgt etwa 70 cm. Am Ende der Ohren befinden sich schwarze Büschel, die an einen Luchs erinnern; daher rührt die Bezeichnung Sumpfluchs.
Die Körpergröße von Rohrkatzen im Westen und Osten ihres Verbreitungsgebietes variiert beachtlich. Untersuchungen zeigten, dass aus Israel stammende männliche Rohrkatzen im Durchschnitt 10±1,4 kg wogen, und weibliche 7±1,73 kg. Aus Indien stammende männliche Rohrkatzen wogen 5,75±1,41 kg, und weibliche 4±1,97 kg.
Das Winterfell von Rohrkatzen ist nicht sehr dicht, und sie scheinen empfindlich gegenüber Temperaturen unterhalb des Gefrierpunkts zu sein. Aus Pakistan sind melanistische Rohrkatzen bekannt.

## Verbreitung und Lebensraum

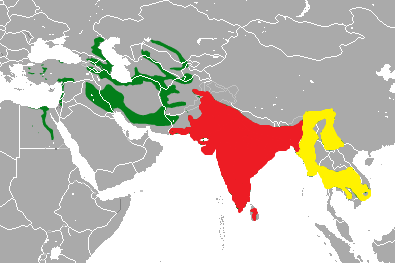
Verbreitungsgebiete der drei Unterarten der Rohrkatze:
Felis chaus chaus
Felis chaus affinis
Felis chaus fulvidina

Das Verbreitungsgebiet von Rohrkatzen erstreckt sich im Wesentlichen über den Orient, vom Delta des Nil in Ägypten, nach West- und Zentralasien, aber auch in Südasien, Sri Lanka und Südostasien. In Indien sind sie die am meisten vorkommenden Kleinkatzen. Im Südwesten Asiens sind sie in Israel, im Süden des Libanon, im Nordwesten Jordaniens, im Westen Syriens bis in die Türkei und den Westen des Irak beheimatet. In Zentralasien leben sie im Kaukasus bis zu einer Höhe von 1.000 m, kommen um das Kaspische Meer, den Aralsee und damit verbundene Flusstäler herum vor, sowie im Iran bis nach Pakistan. In den Vorbergen des Himalaya leben sie bis zu einer Höhe von 2.400 m. In Südostasien sind sie bis in den Süden Chinas verbreitet, kommen aber auf der Malaiischen Halbinsel nicht südlich des Isthmus von Kra vor. Über ihre Verbreitung in Indochina, insbesondere in Myanmar, ist wenig bekannt. Dort scheinen Rohrkatzen außer im Nordosten Kambodschas sehr selten zu sein, was darauf zurückgeführt wird, dass sie insbesondere in Laos und Thailand in wahllos ausgelegten Fallen und Schlingen gefangen werden.
Der äußerste Süden Russlands scheint die nördliche Verbreitungsgrenze von Rohrkatzen zu sein. Die durchschnittliche Temperatur im Januar beträgt dort 2 °C. An einzelnen Tagen ist es deutlich kälter, und auch leichter Schneefall ist möglich. In dieser Region verhungern und erfrieren viele Rohrkatzen, wenn es ungewöhnlich kalt ist und es länger anhaltend schneit.
Rohrkatzen gelten als sehr anpassungsfähig und kommen in einer Vielzahl unterschiedlicher Habitate vor. Sie leben im dichten Schilfröhricht, in undurchdringlichem dornigem Gebüsch, dichtem, sumpfigem Wald in der Nähe von Seen und Flussläufen. Sie sind aber auch in der Nähe von Küsten, Fischteichen, Stauseen und Bewässerungsanlagen gesichtet worden. In Transkaukasien und Tadschikistan sind sie in gebirgigen Regionen beobachtet worden, wo sie sich überwiegend in dicht bewachsenen Flusstälern aufhalten. Im indischen Keoladeo-Nationalpark sind sie in feuchten sumpfigen Gebieten, aber auch in trockenem Grasland beobachtet worden. Im nepalischen Chitwan-Nationalpark leben sie bevorzugt im Grasland und im Auwald in der Nähe von Flussläufen – ein Habitat, in dem auch Fischkatzen leben.

### Unterarten und ihre Verbreitung

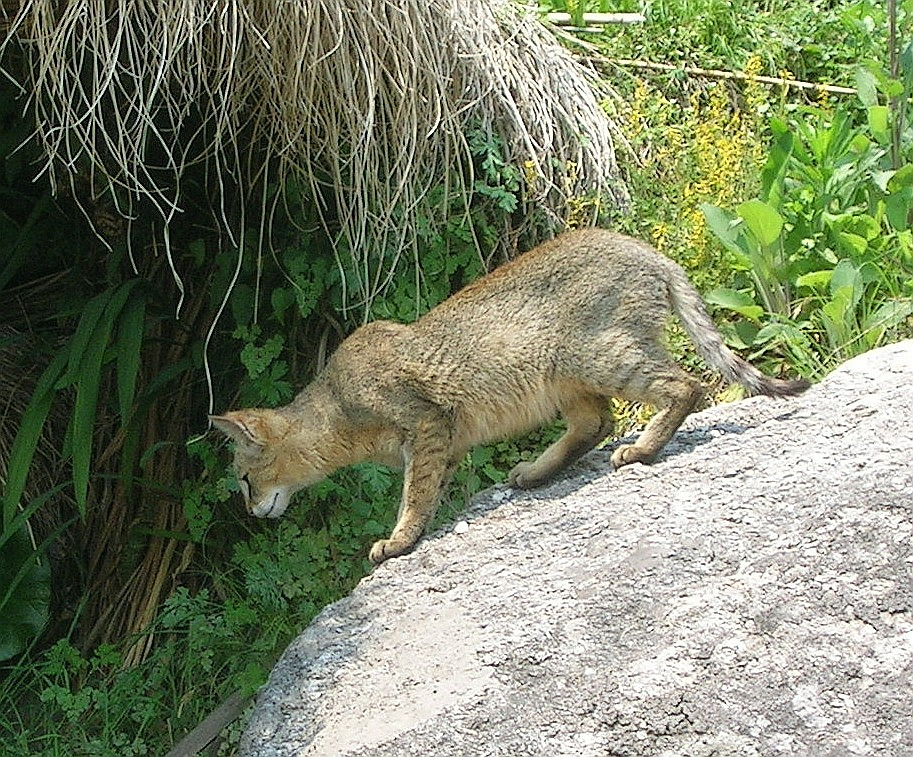
Felis chaus affinis (Gray, 1830)

Als Johann Anton Güldenstädt in den Jahren von 1768 bis 1775 den Süden Russlands im Auftrag von Katharina II. bereiste, war er der erste Naturforscher, der im Kaukasus einen Kirmyschak zu Gesicht bekam. In seiner 15 Seiten langen lateinischen Erstbeschreibung von 1776 nennt er das Tier Chaus – ein Name, den nachfolgende Wissenschaftler für die Katze beibehielten, die in den Jahren von 1830 bis 1969 weitere Unterarten beschrieben haben. So bezeichnet heute das Trinom Felis chaus chaus nach wie vor die in Westasien heimische Unterart der Rohrkatze.
Die von der Fachgruppe des internationalen Umweltschutzverbandes IUCN (SSC Cat Specialist Specialist Group) anerkannten Unterarten sind:
- Felis chaus chaus Güldenstädt, 1776, kommt in Westasien (Anatolien, Levante, Irak, Iran, Westen Afghanistans) im Westen der Aralo-Kaspische Niederung, an den Ufern von Amudarja und Syrdarja und im ägyptischen Niltal vor.
- Felis chaus affinis (Gray, 1830), lebt auf dem Indischen Subkontinent vom Osten Afghanistans bis nach Süd- und Nordostindien und auf Sri Lanka.
- Felis chaus fulvidina (Thomas, 1929), kommt im festländischen Südostasien (Thailand, Myanmar, Laos, Kambodscha und Vietnam) und im Süden Chinas vor.

## Lebensweise
Rohrkatzen sind Einzelgänger, die vorwiegend im Zwielicht aktiv sind. Sie jagen in den frühen Morgenstunden und abends bis nach Anbruch der Dunkelheit. Tagsüber ruhen sie in der Regel, sind aber auch schon bei der Jagd beobachtet worden. Sie sind nicht wasserscheu und können ausgezeichnet schwimmen.

### Beute und Jagd
Rohrkatzen ernähren sich vorwiegend von Beutetieren, die weniger als ein Kilogramm wiegen. Hauptsächlich Reste von Nagetieren und anderen kleinen Säugetieren wurden in Kot und Mageninhalt gefunden. Nach einer Studie im indischen Sariska Tiger Reservat fangen und fressen Rohrkatzen schätzungsweise 3–5 Nagetiere am Tag. Daneben sind Vögel ein wichtiger Bestandteil ihrer Nahrung. Insbesondere im Winterhalbjahr, wenn sich zahlreiche Wasservögel an Flüssen und in Feuchtgebieten versammeln, stellen Vögel einen wesentlichen Teil ihres Beutespektrums dar. An der Westküste des Kaspischen Meeres ernähren sich Rohrkatzen von Ostschermäusen, Feldhasen, Erdhörnchen, Spitzmäusen, Ferkeln und Biberratten, Wasservögeln, deren Küken und Eiern, Schildkröten, Schlangen, Eidechsen und Fischen.

#### Pflanzliche Kost
Sie fressen aber auch Früchte. Nach einer Studie, die im Süden Usbekistans durchgeführt wurde, machen die Früchte der Schmalblättrigen Ölweide im Winter bis zu 17 Prozent ihrer Nahrung aus.

### Fortpflanzung
Nach einer Tragzeit von 63 bis 66 Tagen bringt die Rohrkatze drei bis vier Junge zur Welt. Das Geburtsgewicht von wilden Rohrkatzen ist bislang nicht gut untersucht. Nach einer Untersuchung wogen vier zwei Tage alte Rohrkatzen lediglich 43 bis 55 Gramm. In der Gefangenschaft geborene Rohrkatzen sind bei der Geburt deutlich schwerer und wiegen zwischen 103 und 161 Gramm. Sie öffnen ihre Augen zwischen ihrem 10. und 13. Lebenstag und werden während der ersten drei Lebensmonate gesäugt. Feste Nahrung nehmen sie etwa ab dem 50. Lebenstag auf. In einem Alter von acht bis neun Monaten sind sie vom Elterntier unabhängig. Sie sind zu dem Zeitpunkt aber noch nicht voll ausgewachsen. Über das Alter, in dem sie fortpflanzungsfähig werden, gibt es sehr unterschiedliche Angaben. Bei in Gefangenschaft gehaltenen Weibchen tritt die Geschlechtsreife bereits mit elf Monaten ein, in freier Wildbahn vermutlich deutlich später. Die älteste in Gefangenschaft lebende Rohrkatze wurde neun Jahre und 10 Monate alt.

## Bedrohung
Rohrkatzen überleben gut in Agrarlandschaften und künstlich angelegten Feuchtgebieten. Dennoch stellt die Zerstörung natürlicher Feuchtgebiete, insbesondere in trockenen Regionen, eine Bedrohung dar, da sie in natürlichen Feuchtbiotopen häufiger vorkommen. In vielen Regionen sind Populationen kleiner geworden, da sie in der Nähe von besiedelten Gebieten in Fallen gefangen oder vergiftet werden.
Veränderungen des Lebensraums wirken sich negativ auf den Bestand von Rohrkatzen aus. Umfangreiche Waldrodungen auf Sri Lanka führten in den 1970er Jahren dazu, dass sich Rohrkatzen mangels natürlicher Beutetiere auf Hausgeflügel und Ziegen spezialisierten. In der Folge wurden Rohrkatzen gejagt. Einzelne Ziegenhalter töteten bis zu zwölf Rohrkatzen im Monat. Der Handel mit Rohrkatzenfellen ist ein weiterer Faktor, der zu einer intensiven Bejagung beitrug und noch beiträgt. Im Jahr 1979 verbot die indische Regierung den Export der Felle. Zum Zeitpunkt des Verbots hatten indische Händler 306.343 Rohrkatzenfelle auf Lager.

## Naturschutz
Felis chaus ist im Anhang II des Washingtoner Artenschutzübereinkommens aufgeführt. In Indien ist die Jagd auf Felis chaus verboten. In den meisten Ländern des Verbreitungsgebietes steht Felis chaus jedoch außerhalb geschützter Gebiete nicht unter Naturschutz. In Afghanistan steht Felis chaus seit 2009 unter Naturschutz und darf dort weder gejagt noch gehandelt werden.

## Kreuzung mit Hauskatzen
Rohrkatze und Hauskatze lassen sich kreuzen. Die Katzenrasse Chausie ist aus solchen Hybriden gezüchtet worden.